# Caenocentrotus gibbosus
Caenocentrotus gibbosus (L. Agassiz, in L. Agassiz & Desor, 1846), unica specie del genere Caenocentrotus, è un riccio di mare appartenente alla famiglia Echinometridae.

## Distribuzione
Proviene dall'est dell'oceano Pacifico in acque abbastanza vicine alla superficie.

## Descrizione
Ha una forma circolare, simile a una cupola leggermente compressa, e una colorazione prevalentemente marrone. Le sue spine non sono particolarmente lunghe; la loro dimensione è minore della metà del diametro del corpo. Non supera i 3,4 cm.